# IC 1230
IC 1230 — галактика типу S  M (спіральна змішана галактика) у сузір'ї Геркулес.
Цей об'єкт міститься в оригінальній редакції індексного каталогу.